# Giovanni Battista Palletta

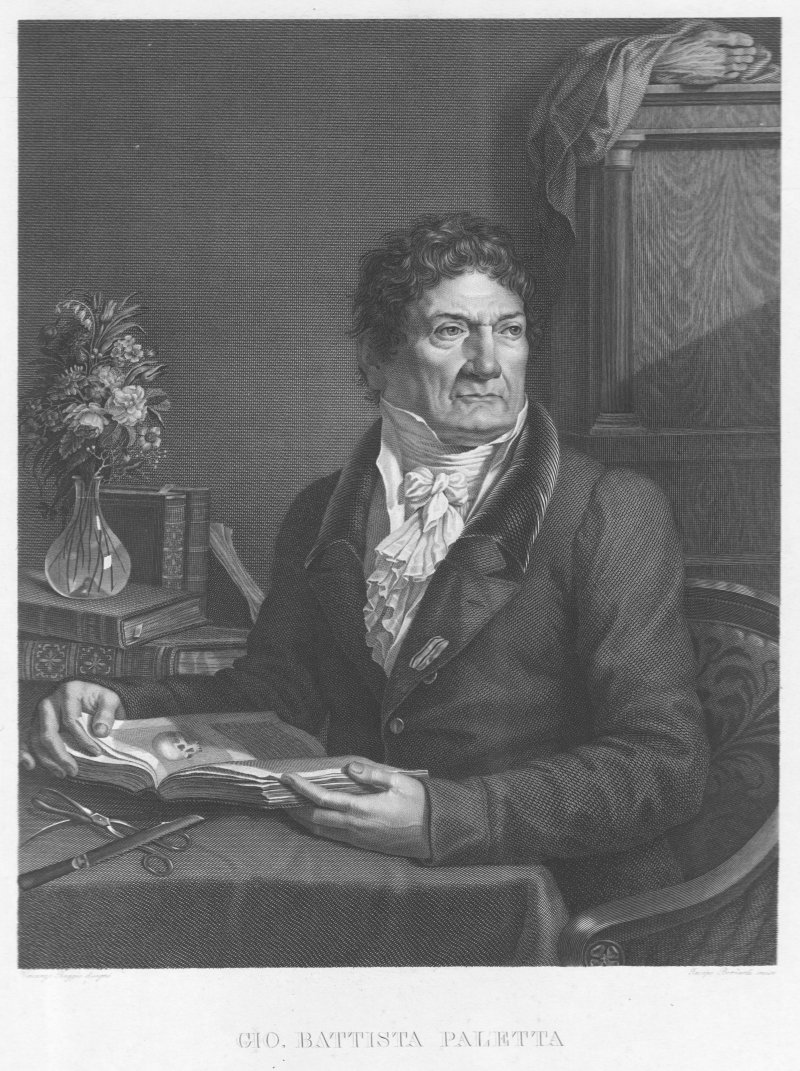
Giovanni Battista Palletta, Kupferstich von J. Bernardi nach V. Raggio

Giovanni Battista Palletta (oder Giovambattista Palletta, * 15. März 1748 in Montecrestese; † 27. August 1832 in Mailand) war ein Mailändischer Chirurg.

## Leben und Wirken
Palletta war das erste Kind von Giacomo Palletta und Domenica Leonardi. Seine erste Ausbildung erhielt er am Kollegium Spiritus Sanctus in der Walliser Gemeinde Brig. Am 24. Oktober 1763 immatrikulierte sich Palletta am Collegio-Convitto degli Allievi Chirurghi, das zum Hospital Ca’ Granda in Mailand gehört, um Chirurgie zu studieren. Am 11. September 1769 wurde er dort zum „Allievo fisso“ ernannt, wodurch er freie Kost und Logis erhielt, aber bei der Krankenpflege helfen musste.
Nach Abschluss seiner Ausbildung am Ospedale Maggiore zog Palletta 1770 nach Padua um Philosophie und Medizin zu studieren. Möglicherweise wollte er dort die Vorlesungen von Giovanni Battista Morgagni besuchen. An 17. März 1778 erhielt Palletta seinen Magisterabschluss in Chirurgie („magisterium in Chirurgia majori“) an der Universität Pavia. Anschließend kehrte er nach Mailand ans Ospedale Maggiore zurück. Dort bekleidete er, bekannt als „Chirurg von Mailand“, verschiedene Positionen: 1780 als „chirurgo primario“, 1787 als „capo chirurgo“ sowie 1795 als Professor der Anatomy und 1816 als Professor der Chirurgie.
Sein Bildnis befindet sich im Südflügel der Gedenkkapelle (Famedio) im Cimitero Monumentale von Mailand.
Palletta korrespondierte unter anderem mit Antonio Scarpa (seit Mai 1786) und Giovanni Alessandro Brambilla. Seine Bibliothek ist heute eine der Hauptsammlungen der Bibliothek des Ospedale Maggiore in Mailand.

## Ehrungen
Palletta war seit 1805 Ritter der Ehrenlegion und seit 1806 Ritter der Eisernen Krone.
Außerdem war er Mitglied zahlreicher Gelehrtengesellschaften: Società patriottica di Milano (1780), k.k. medizinisch-chirurgischen Josephs-Academie (1790), Collegio dei Filosofi e Medici di Venezia (1801), Istituto Nazionale Italiano (1803), Accademia ligure di scienze e lettere (1806), Società Medica Chirurgica di Bologna (1807), Reale Accademia Medico-Chirurgica di Napoli (1820) und Società Italiana delle scienze residente in Modena (1823).

## Schriften (Auswahl)
Bücher
- Nova gubernaculi testis Hunteriani et tunicae vaginalis anatomica descriptio. Mailand 1777 (Digitalisat).
- Dissertazione sopra il quesito: produrre nuove esperienze per dimostrare con più sicurezza, che l’aria fissa sia applicabile con vantaggio o no in qualche sorta di malattie. Pazzoni, Mantua 1781 (Digitalisat).
- De nervis crotaphitico et buccinatorio. Mailand 1784 (Digitalisat).
- Adversaria chirurgica prima. [Mailand 1788] (Digitalisat) darin:
  - De Claudicatione congenita. S. 1–66 (Digitalisat).
  - Saggio di sperienze sul sangue umano caldo. S. 69–137 (Digitalisat).
  - Osservazioni anatomico-patologiche sulla cifosi paralitica. S. 139–216 (Digitalisat).
    - Anatomisch-pathologische Beobachtungen über die mit Lähmung verbundene Krümmung des Rückgrath’s. Jacob Friedrich Heerbrandt, Tübingen 1794 (Digitalisat).
- Dissertazioni di Chirurgia. Venedig 1795 (Digitalisat) darin:
  - Osservazioni anatomico-patologiche intorno l’ articolazione del femore.
  - Della semilussazione.
  - Della puntura della vescica orinaria.
  - Della colica fecale.
  - Osservazioni sopra alcuni morbi dell’ intestino retto.
  - Osservazioni sullo scirro alle mammelle.
- Exercitationes pathologicae. 2 Bände, Mailand 1820–1826 (Band 1, Band 2).

Zeitschriftenbeiträge
- Trismus a mercurio. Ossia impossibilità all’Abbassamento della Mascella inferiore sopraggiunta in tempo delle frizioni mercuriali. In: Scelta di opuscoli interessanti. Band 23, Mailand 1776, S. 94–102 (Digitalisat).
- Riflessioni sopra la Pubitomia. In: Giornale letterario di Venezia. Nr. ΧΙ, 4. Juni 1781 (Inhalt).
- Memoria sui gelsi […] che riportò il premio proposto dalla Società Patriottica nel programma dell’anno 1778. In: Atti della Società Patriottica di Milano. Band 1, Teil 1, Mailand 1783, S. 39–63 (Digitalisat).
- Descrizione d’ uno scheletro difforme. In: Scelta di opuscoli interessanti. Neue Folge, Band 3, Mailand 1784, S. 461–470 (Digitalisat).
- Ragguaglio. D’alcuni sperimenti fatti negli anni 1784–85 nello Spedale di Milano intorno all’efficacia delle lucertole prese internamente. In: Opuscoli scelti sulla Storia e sulle Arti. Band 8, Marelli, Mailand 1785, S. 406–414(Digitalisat).
- Del movimento retrogrado del sangue e della forza nervea. In: Memorie dell’Istituto Nazionale Italiano. Classe di Fisica e Matematica. Band 1, Teil 1, Bologna 1806, S. XXXIV–LXX (Digitalisat)
- Osservazioni pratiche di chirurgia. In: Memorie dell’Istituto Nazionale Italiano. Classe di Fisica e Matematica. Band 1, Teil 1, Bologna 1806, S. 86–117 (Digitalisat).
- Del parto pel braccio. In: Memorie dell’Istituto Nazionale Italiano. Classe di Fisica e Matematica. Band 2, Teil 1, Bologna 1808, S. 361–372 (Digitalisat).
- Della vescichetta ombelicale. In: Memorie dell’Istituto Nazionale Italiano. Classe di Fisica e Matematica. Band 2, Teil 1, Bologna 1808, S. 373–390 (Digitalisat).
- Sul morso della vipera. In: Memorie dell’Imperiale Regio Istituto del Regno Lombardo Veneto anni 1814-1815. Band 2, Teil 2, 1821 S. 3–6 (Digitalisat).
- Di alcune singolari fratture di ossa. In: Memorie dell’Imperiale Regio Istituto del Regno Lombardo Veneto anni 1816-1817. Band 3, Teil 2, 1824, S. 61–66 (Digitalisat).
- Ricerche sopra lo sclerome o sopra la malattia dei neonati detta volgarmente indurimento cellulare. In: Memorie dell’Imperiale Regio Istituto del Regno Lombardo Veneto anni 1816-1817. Band 3, Teil 2, 1824, S. 345–356 (Digitalisat).

Als Übersetzer
- Nils Rosén von Rosenstein: Trathato delle malattie dei bambini. Mailand 1780 (Digitalisat).
  - Bassano, Venedig 1783 (Digitalisat).
- Hermann Josef Brünninghausen: Del modo di curare la frattura del collo del femore senza zoppicamento. Marelli, Mailand 1791.